# Serrungarina
Serrungarina é uma comuna italiana da região dos Marche, Província de Pesaro e Urbino, com cerca de 2.200 habitantes. Estende-se por uma área de 22 km², tendo uma densidade populacional de 100 hab/km². Faz fronteira com Cartoceto, Mombaroccio, Monteciccardo, Montefelcino, Montemaggiore al Metauro, Orciano di Pesaro, Saltara, Sant'Ippolito.